# Kenny Clark
Kenneth Duane Clark Jr. (San Bernardino, 4 ottobre 1995) è un giocatore di football americano statunitense che milita nel ruolo di nose tackle per i Green Bay Packers della National Football League (NFL).

## Carriera universitaria
Clark al college giocò a football con gli UCLA Bruins dal 2013 al 2015. Nell'ultima stagione, dopo avere messo a segno 75 tackle e 6 sack, fu inserito nel Third-team All-American dall'Associated Press.

## Carriera professionistica
Clark fu scelto come 27º assoluto nel Draft NFL 2016 dai Green Bay Packers. Nella sua stagione da rookie mise a segno 21 tackle disputando tutte le 16 partite, di cui 2 come titolare. Divenuto stabilmente titolare a partire dalla stagione successiva, nel 2019 fu convocato per il suo primo Pro Bowl al posto dell'infortunato Aaron Donald dopo avere fatto registrare 62 tackle e 6 sack.
Nel divisional round dei playoff 2020-2021 Clark guidò la sua squadra con 1,5 sack su Jared Goff nella vittoria sui Los Angeles Rams.
Nel 2021 Clark fu convocato per il suo secondo Pro Bowl dopo avere fatto registrare 44 tackle e 4 sack.
Nella gara del Giorno del Ringraziamento del 2023 Clark ebbe un massimo stagionale di 7 pressioni sul quarterback nella vittoria sui Detroit Lions. A fine stagione fu convocato per il suo terzo Pro Bowl al posto di Javon Hargrave, impegnato nel Super Bowl LVIII, dopo avere fatto registrare 44 placcaggi e un nuovo primato personale di 7,5 sack.
Il 21 luglio 2024 Clark firmò con i Packers un rinnovo contrattuale triennale del valore di 64 milioni di dollari.

## Palmarès
- Convocazioni al Pro Bowl: 3

2019, 2021, 2023